# Art ziride et hammadide

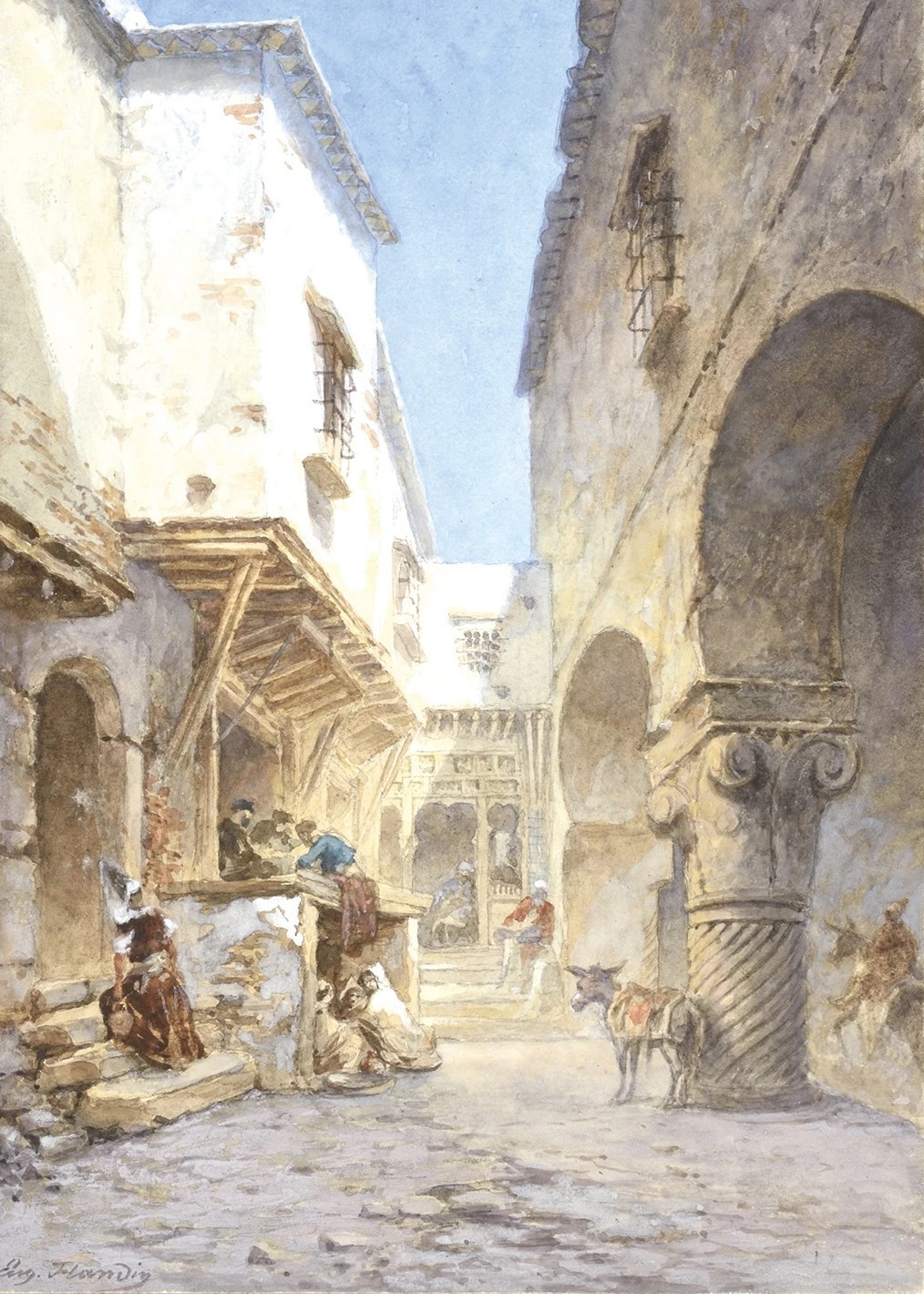
La Casbah d'Alger, par Eugène Flandin.

L'art des Zirides et des Hammadides regroupe la production artistique au Maghreb et en Espagne ; entre 972 et 1152. Il comprend notamment l'architecture religieuse et palatiale, les décors sculptés en pierre ou en stuc, la céramique, ainsi que divers objets précieux en métal et en ivoire, témoignant d'une grande maîtrise technique et d’une esthétique propre à cette époque. Ces œuvres reflètent un remarquable dynamisme culturel, à la croisée des influences andalouses, orientales et locales, et marquent une étape déterminante dans l'évolution de l'art islamique au Maghreb.

## Contexte historique
Le règne de la dynastie ziride au Maghreb se distingue par des événements marquants et des figures emblématiques, dont les noms sont gravés dans les annales de l’histoire. Il suffit de rappeler que le nom actuel de l’Algérie (en arabe : الجزائر El-Djazaïr ou دزاير Dzaïr), provient selon certains historiens de l’un des plus puissants gouverneurs de cette dynastie berbère à savoir Bologhine ibn Ziri. Trois gouverneurs zirides majeurs, ayant régné sur le Maghreb entre le Xe siècle et le XIe siècle , ont fondé trois cités remarquables dans l’ambition de construire un royaume berbère islamique capable de rivaliser avec les plus grandes civilisations de leur temps. Ces villes sont Achir, de Miliana et Alger,.
Les Hammadides, eux aussi souverains zirides, issus de la tribu des Sanhadja, sont connus pour leurs réalisations architecturales et culturelles. L’art hammadide se distingue par des caractéristiques uniques qu’il a su transmettre à la Sicile et à l’Espagne, trois siècles avant la construction de l’Alhambra de Grenade. Les trompes en demi-voûtes d’arêtes, les stucs finement sculptés ainsi que les revêtements en céramique émaillée bleue et blanche étaient déjà conçus et utilisés à la Kalâa des Béni Hammad,.

## Patrimoine
L'art Ziride se retrouve dans diverses réalisations au Maghreb ; parmi lesquelles la forteresse d'Achir en Algérie, la coupole située au-dessus de la salle de prière de la Grande Mosquée de Tunis (al-Zaytûna), le minbar de la mosquée des Andalous à Fès .
Les Hammadides vont fonder la Qal'a des Beni Hammad (Algérie) avec ses sept palais reprenant des éléments architecturaux fatimides, sassanides et byzantins et la ville de Béjaïa, avec notamment son fort de la mer (Borj Sidi Abdelkader).
Les Zirides sont également à l'origine du développement des arts du livre dans la ville de Kairouan en Tunisie. Sous les Hammadides les artisans de la Qal'a des Beni Hammad vont quant à eux développer l'art de la céramique et de l'émail.

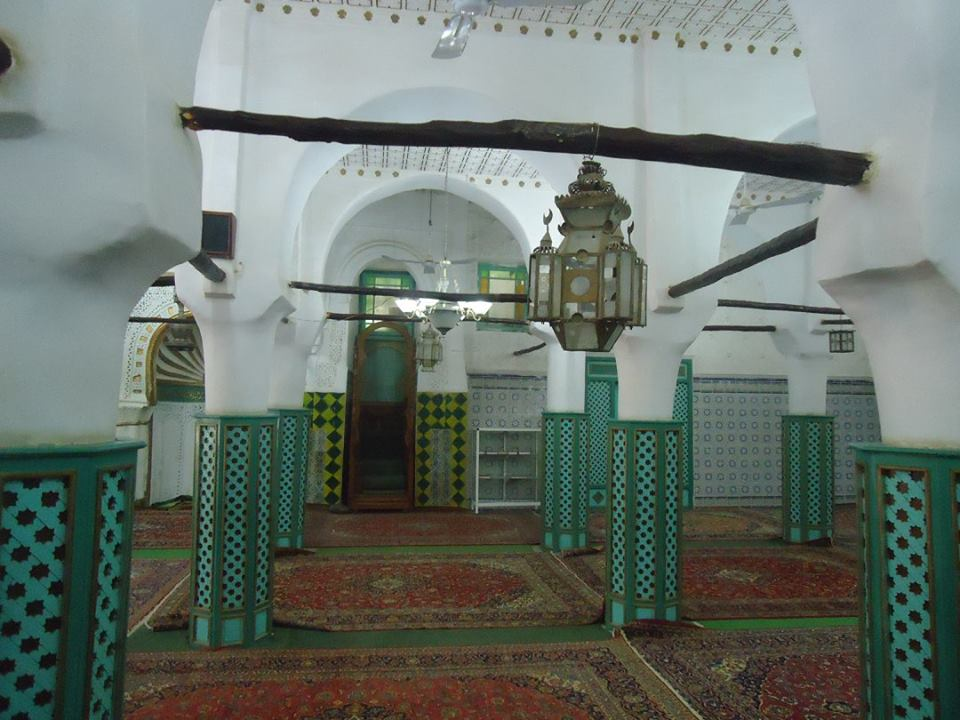
La salle de prière de la mosquée de Sidi Okba à Biskra.

Les Zirides ont légué un patrimoine religieux important. En Algérie, une partie de l'architecture du mosquée de Sidi Okba datant de 686 est due aux aménagements de Al-Mu‘izz ibn Bâdîs, souverain ziride qui dote cette mosquée (ainsi que celle de Kairouan en Tunisie) d'une bibliothèque. Les embellissements selon l'art islamique médiéval et l'inscription qui orne le mausolée sont également d'époque ziride. La mosquées Sidi Bou Merouane à Annaba, datant de 1033, fut également bâtie par les zirides, les matériaux employés sont le mortier de plâtre, le mortier de chaux, la brique et la pierre. Elle comporte une grande cour avec une fontaine, et un minaret globalement carré, comportant un lanternon cylindrique. Les chapiteaux ornant les colonnes sont un héritage hammadide.
Les Hammadides se sont illustrés à travers la réalisation de la Kalâa des Béni Hammad ; notamment sa grande mosquée bâtie en 1007. Les matériaux employés sont le mortier de gypse, le sable mélangé à la chaux, la brique et le bois ; mais également le stuc, le marbre, la mosaïque et la céramique. Son plan est similaire à la grande Mosquée de Cordoue en Espagne et de Kairouan en Tunisie. La Grande Mosquée de Constantine fut elle bâtie en 1135; les matériaux employés furent le verre, le stuc, le marbre, la brique et la mosaïque de céramique. Cette mosquée comporte une grande porte en bois, des arcs outrepassés et des chapiteaux à volutes latérales et à deux rangées de feuilles d’acanthe. Elle comporte un mihrab à niche curviligne qui s’ouvre par un arc brisé et dont le volume dessine une demi-coupole présentant des cannelures.

## Galerie

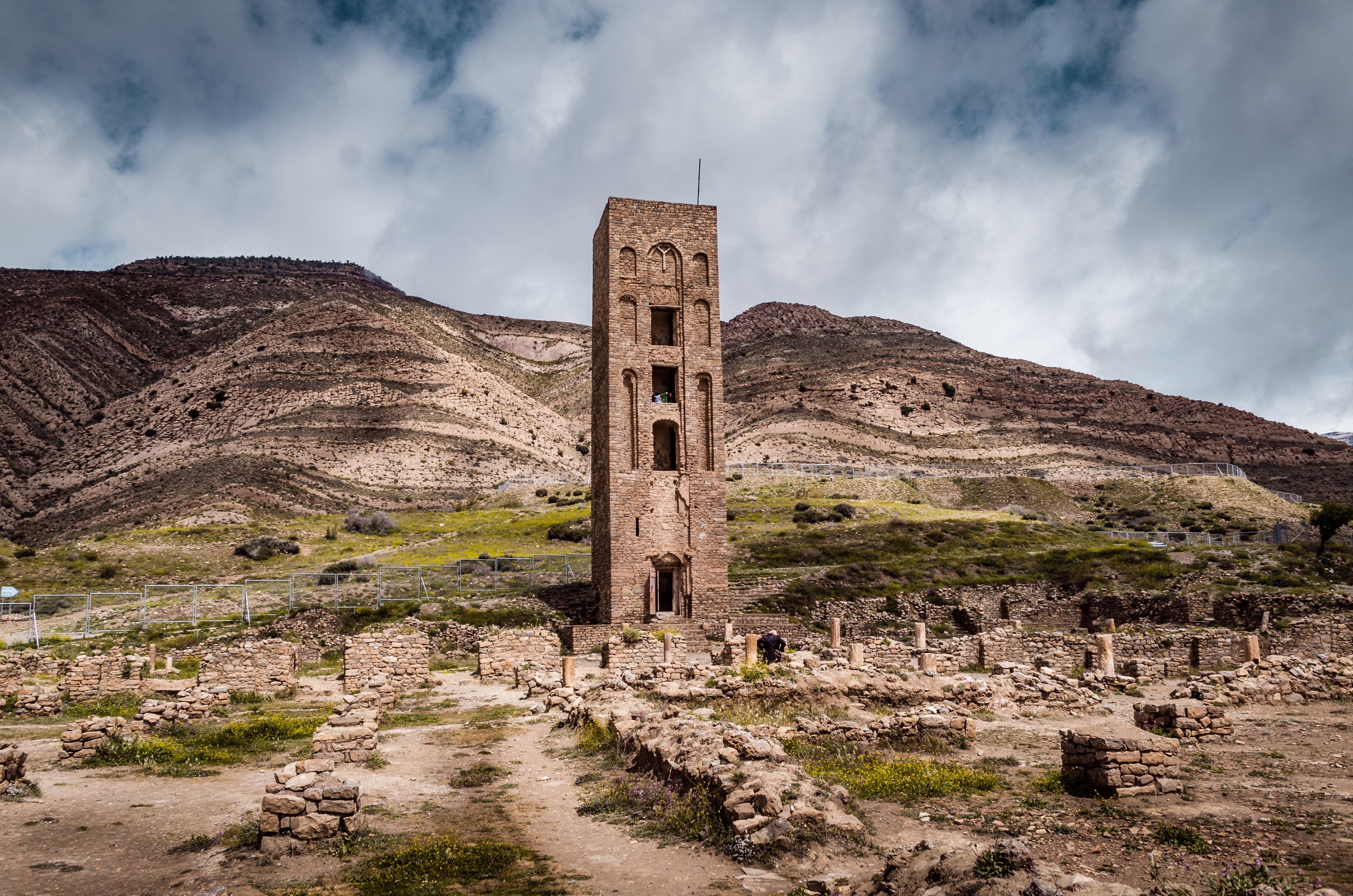
Le minaret de la mosquée de la Qal'a des Beni Hammad fondée par les Hammadides.
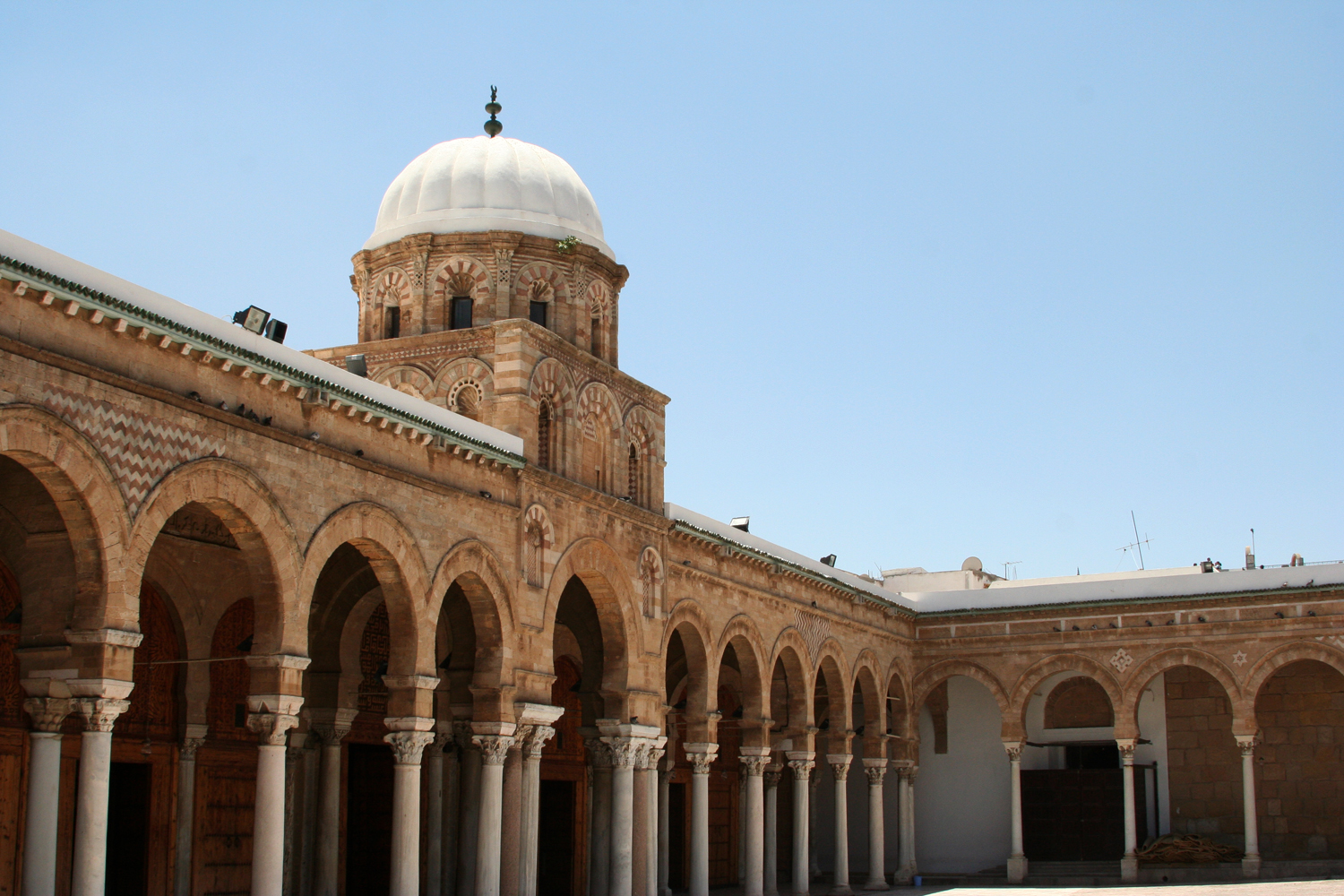
Coupole de la mosquée Zitouna.
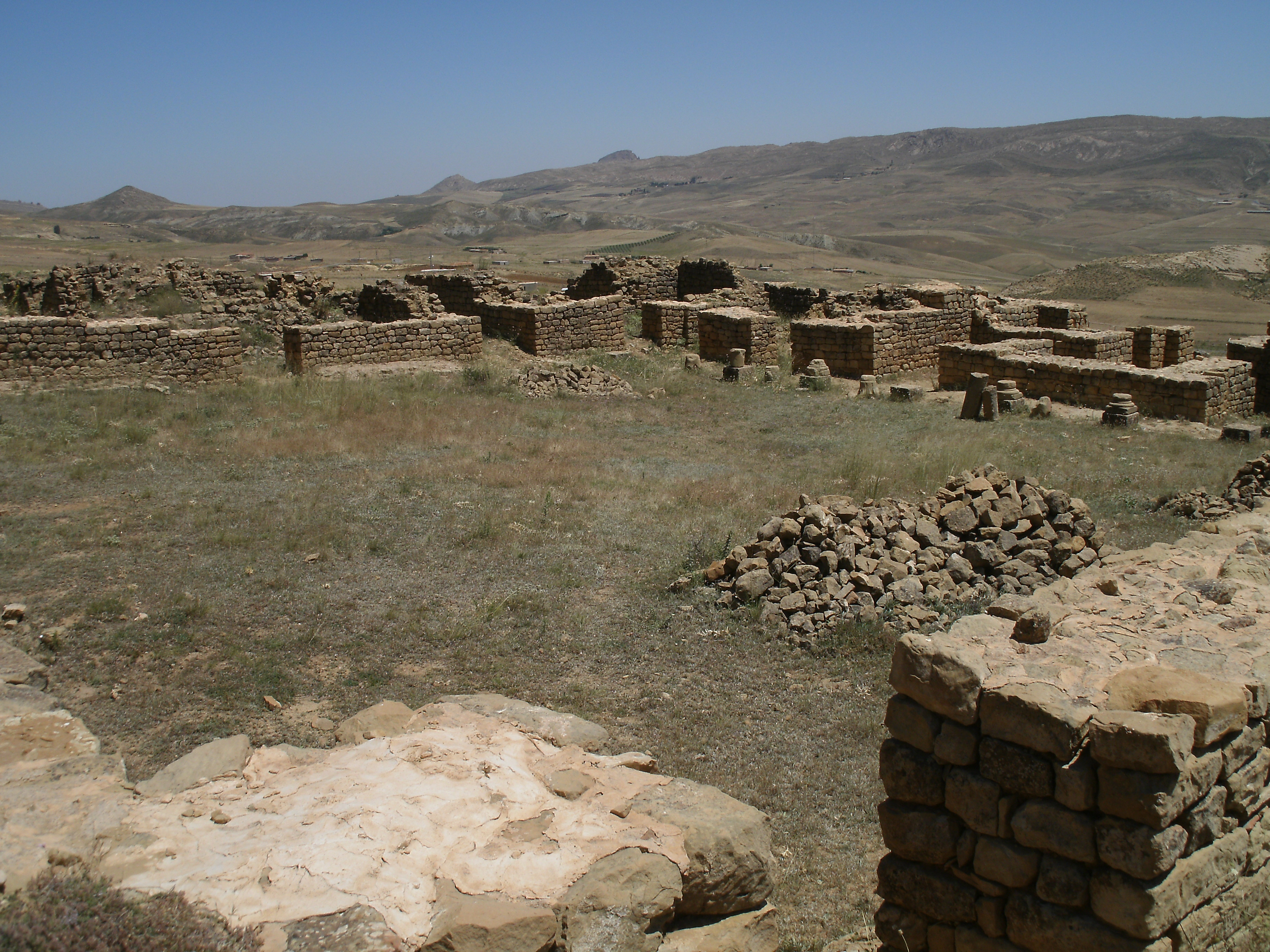
Cour du palais des Zirides à Achir.
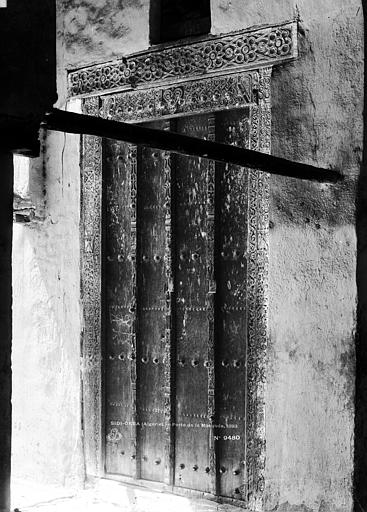
Porte de la mosquée de Sidi Okba.
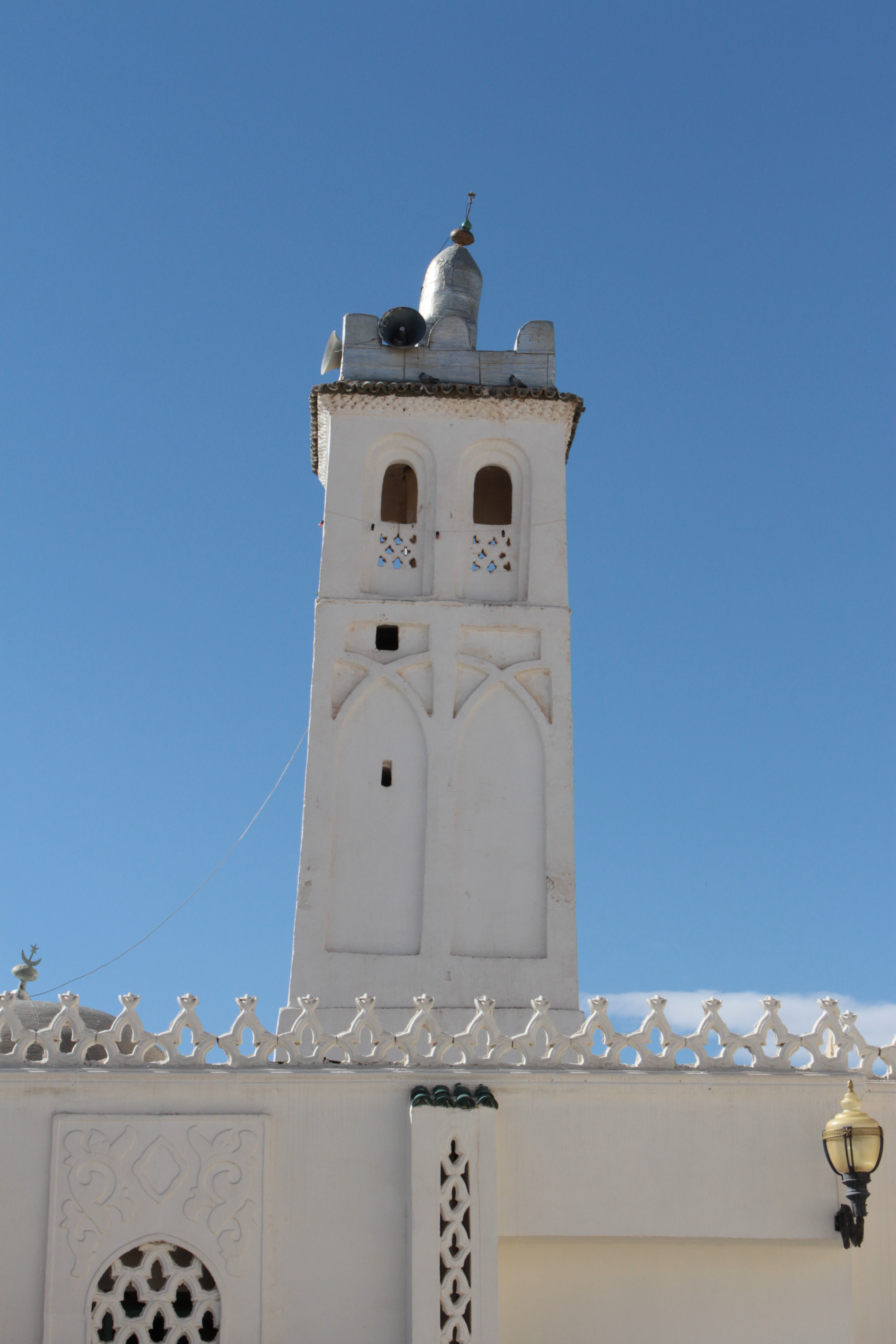
Minaret de la mosquée Sidi Okba.
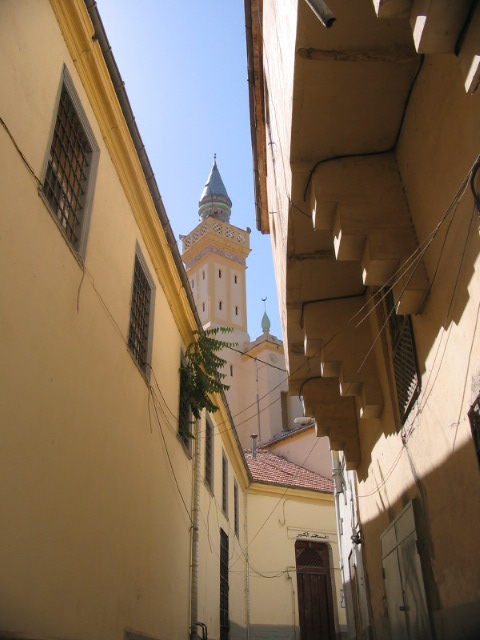
Vue sur le minaret de la Grande Mosquée de Constantine dans la médina.
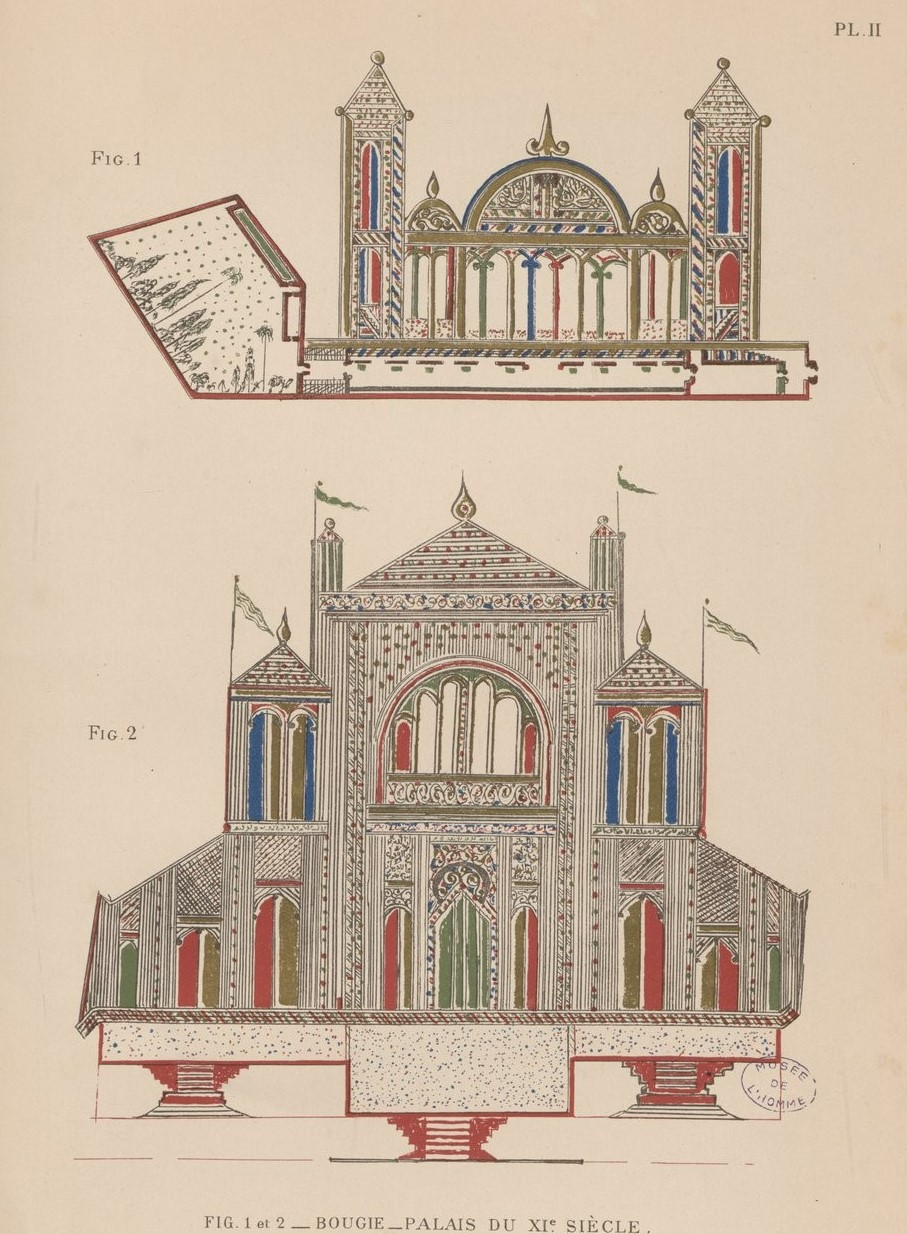
Palais hammadide de Bougie au XIe siècle
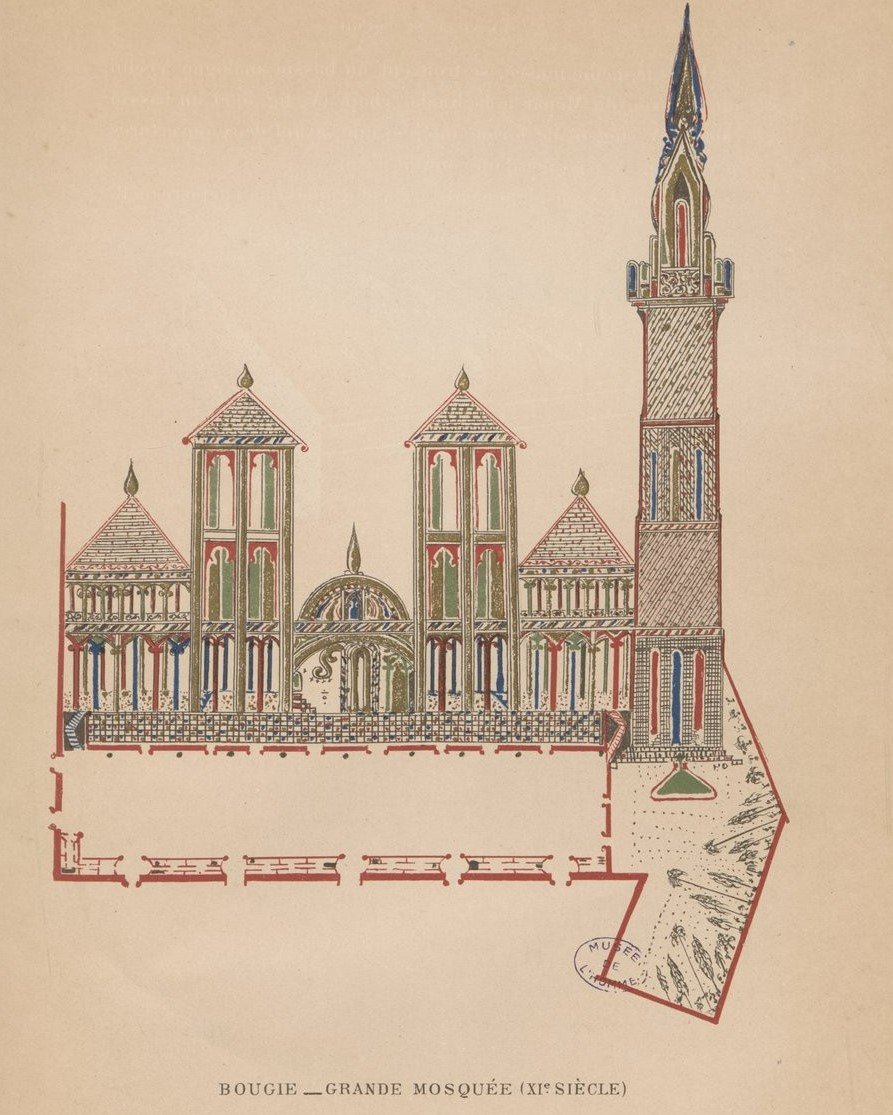
Grande mosquée hammadide de Béjaïa au XIe siècle
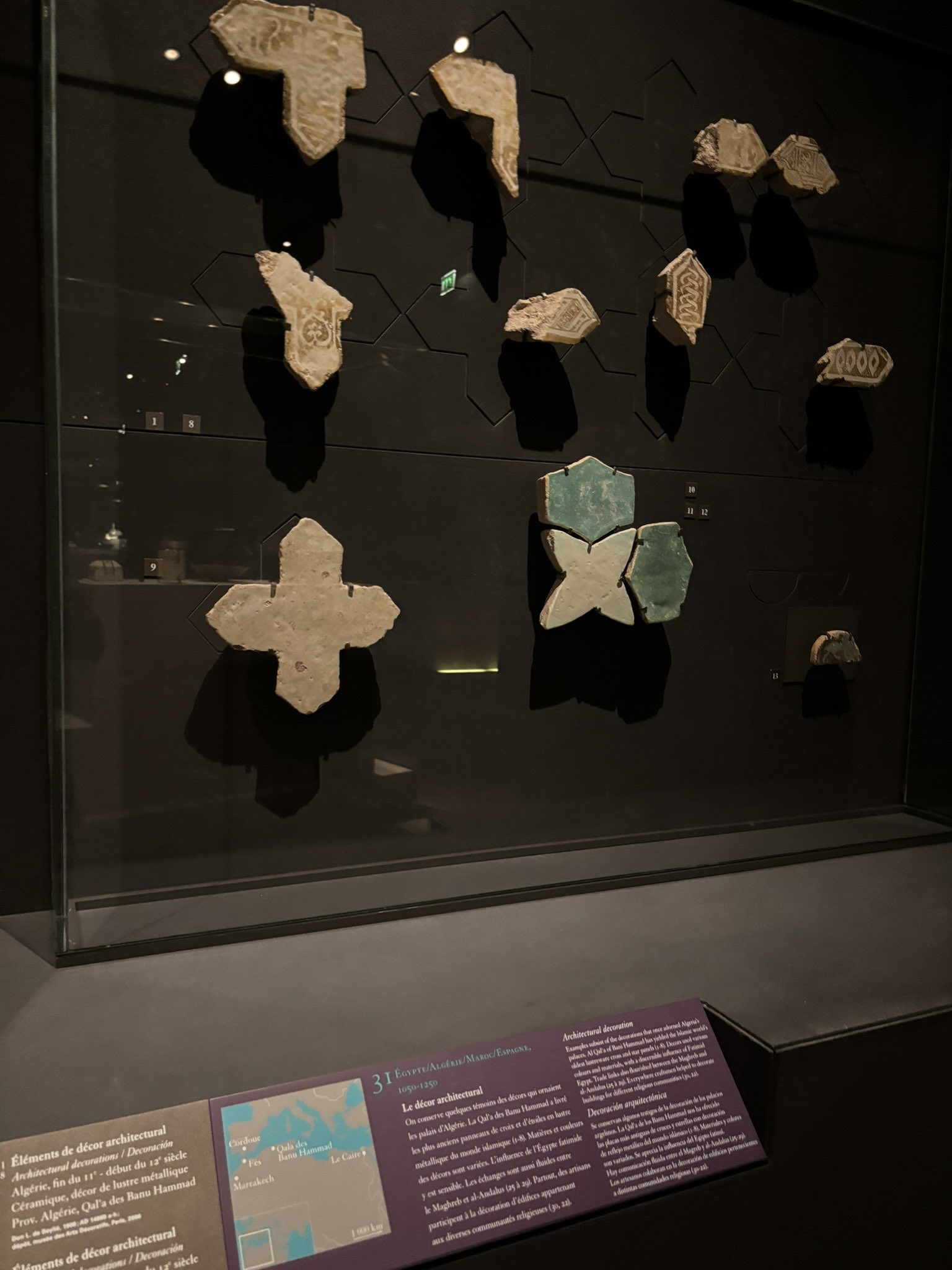
Fragments de Zellige de la Kalâa des Béni Hammad exposés au musée du Louvre
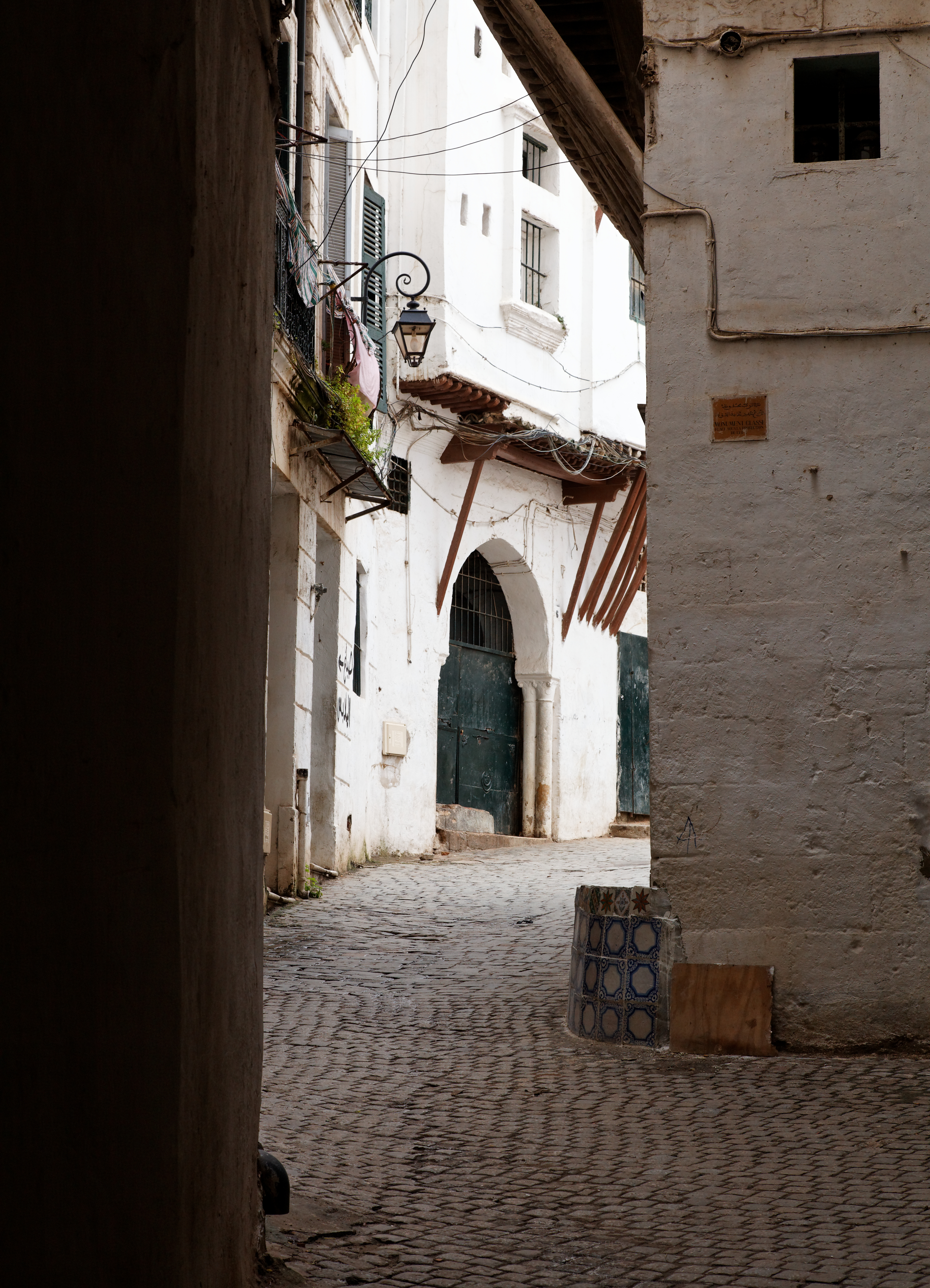
Ruelle de la Casbah d'Alger